# 阿拉卡穆尼峰
01°34′03″N 65°52′52″W / 1.56750°N 65.88111°W
阿拉卡穆尼峰（西班牙語：Cerro Aracamuni），是委內瑞拉的山峰，位於該國南部亞馬遜州，處於阿維斯帕峰和內布利納峰以北，由里奧內格羅市負責管轄，海拔高度1,600米。